# 잣나무넓적잎벌
잣나무넓적잎벌(학명: Acantholyda parki 아칸톨리다 파르키[*])은 벌목 납작잎벌과의 곤충이다. 주로 한국에 분포하며, 1953년에 경기도 광릉에서 최초 발견되어 1990년 초반까지 피해가 심했으나 그 이후에는 피해가 감소하고 있다.

## 형태
성충은 몸길이가 약 14mm이다. 머리와 가슴은 검은색 바탕에 황색 무늬가 있다. 배와 다리는 황갈색으로 배에는 흑갈색 무늬가 있다. 날개는 투명하며 연한 황색을 띤다. 알은 길이가 3mm로 담황흑색을 띠며 초승달과 반달의 중간 형태이다. 다 자란 유충은 몸길이가 약 25mm이며 담황색을 띤다. 번데기는 크기가 약 17mm이며 위용형태이다.

## 생태
일반적으로 1년에 1회 발생하며, 일부는 2년에 1회 발생하기도 한다. 지표로부터 5~25cm 깊이의 땅 속에서 흙집을 짓고 유충으로 월동하며, 월동유충은 5월 하순~7월 중순에 땅 속에서 번데기가 된다. 6월 중순~8월 상순에 성충으로 우화하면서 토양 밖으로 나오는데, 우화최성기는 7월이고 지역 및 임지환경에 따라 차이가 있다. 성충은 잣나무 가지 또는 잎에서 교미하고 그 해에 새로 나온 침엽의 위쪽에 1~2개 씩 산란한다. 알 기간은 10일 내외이며 부화한 유충은 잎 기부에 실을 토하여 잎을 묶어 집을 짓고 그 속에서 잎을 절단하여 끌어당기면서 가해한다. 유충의 잣나무 잎 가해기간은 약 20일이며, 4회 탈피한 노숙유충은 7월 중순~8월 하순에 땅 위로 떨어져 흙 속으로 들어가 흙집을 짓고 월동한다.

## 피해양상
유충이 주로 20년 이상 된 잣나무림에 대발생하여 잎을 갉아먹는다. 유충 한 마리당 평균 약 9,500mm를 갉아 먹는데, 주로 4·5령기에 집중적으로 가해한다. 피해를 입은 잣나무는 생장이 감소하고 잣 생산량도 크게 감소하며, 3~4년 동안 지속적으로 피해를 입으면 고사하기도 한다. 피해가 지속적으로 발생한 지역에서는 포식성 천적인 두더지류의 밀도가 증가하는 경우가 많다. 최근에는 피해가 격감하였고, 생활주변에서 단목으로 식재된 잣나무에서는 피해 발견이 어렵다. 하지만 북한 쪽에서는 현재 피해가 심하다.

## 방제법
1. 화학적 방제
  - 수관에서 가해하는 유충시기인 7월 중순~8월 상순에 클로르플루아주론 유제(5%) 6,000배액을 1~2회 살포한다.[3]
  - 피해가 진전된 이후에 약제를 살포할 시는 페니트로티온 유제(50%) 6,000배액을 수관 살포한다.[3]
2. 생물적 방제
  - 곤충병원성 미생물인 Bt균(Bacillus thuringiensis)이나 핵다각체 병바이러스를 살포한다.[3]
  - 알에는 알좀벌류, 유충에는 벼룩좀벌류 등의 기생성 천적을 보호한다.[3]
3. 물리적 방제
  - 흙 속의 유충은 9월~다음 해 4월에 호미나 괭이로 굴취하여 소각한다.[3]
  - 독립된 피해임지에서는 흙 속에서 우화한 성충이 수관으로 이동하는 것을 방지하기 위하여 4월 중에 폴리에틸렌필름(0.05mm 이상)으로 임내지표를 피복하는 것이 효과적이다.[3]